# Лего Фильм: Бэтмен
«Лего Фильм: Бэтмен» (англ. The LEGO Batman Movie) — комедийный мультфильм об известном герое комиксов и фильмов DC Бэтмене и спин-офф мультфильма 2014 года «Лего Фильм». Премьера в США — 10 февраля 2017 года, в России — 9 февраля 2017 года.
Первый трейлер вышел 24 марта 2016 года в день выхода фильма «Бэтмен против Супермена: На заре справедливости». Второй трейлер вышел 28 марта 2016 года. Третий трейлер вышел 23 июля 2016 года.

## Сюжет
Фильм открывается чередой логотипов компаний-создателей фильма, сопровождаемых комментариями главного героя.
После спасения мира с командой Великих мастеров Бэтмен снова сражается против зла, на этот раз в родном Готэме. Все враги Тёмного рыцаря объединились и напали на Готэмскую электростанцию, взрыв которой может обрушить Готэм, расположенный над бездной. У возглавляющего команду Джокера только одно требование: привести мэра, чтобы она передала власть над городом злодеям. Мэром оказывается замаскированный Бэтмен, с лёгкостью побеждающий врагов. Почти схваченный Джокер пытается доказать, что именно он — главный враг Бэтмена, но тот отнекивается, и расстроенный клоун улетает.
Бэтмен спасает город и попадает в центр внимания, наслаждаясь популярностью. Он разъезжает по Готэму, собирая комплименты, и заезжает в детский дом, где его замечает бесконечно радостный Дик Грейсон. Парад Бэтмена заканчивается в Бэт-пещере, где одинокий герой смотрит романтические комедии, играет на гитаре и поглощает лобстеров. Альфред намекает ему, что такой образ жизни недопустим и напоминает о его страхе: снова стать частью семьи. Бэтмен отнекивается и от слов дворецкого.
Джокер смотрит интервью Супермена о генерале Зоде, которого он отправил в Фантомную зону — особую космическую тюрьму вне времени и пространства. Харли Квинн предлагает отвлечь Бэтмена, чтобы он почувствовал необходимость главного врага, и к Джокеру приходит идея. Брюс Уэйн в это время находится на вечеринке в честь отставки комиссара Гордона и его замене дочерью Барбарой Гордон. Брюс влюбляется в Барбару с первого взгляда и, забывая обо всём, соглашается усыновить Дика Грейсона. Новый комиссар объявляет, что хочет отказаться от помощи Бэтмена-героя и сотрудничать с ним в рамках закона. Вечеринку прерывает Джокер, решивший сдаться и попасть в Аркхем. Полиции ничего не остаётся, кроме как на самом деле отправить всех в тюрьму.
Пока весь Готэм радуется, обеспокоенный Бэтмен следит за злодеями. Его замечает Барбара Гордон, и предлагает ему сотрудничать, но Бэтмен, видя её, теряется и отказывается от предложения. Ему на глаза попадается переодетая Харли, изображающая сотрудницу прачечной «Фантомный озон», и Бэтмен решает выслать Джокера в Фантомную зону, поскольку боится, что Харли выпустит его и устроит коллапс в Аркхеме. Пытающегося найти способ Бэтмена прерывает Альфред, настаивающий на знакомстве с Диком, живущим в особняке Уэйна, и пускающий его в Бэт-пещеру. Бэтмен решает взять Дика, чтобы добыть фантомный проектор, открывающий Фантомную зону. Дик спешит выбрать себе костюм, и пара отправляется к Супермену.
Добравшись до Крепости одиночества, Бэтмен отправляет Дика за проектором, а сам пытается отвлечь Супермена. Впрочем, в этом не было необходимости: Лига справедливости устроила вечеринку, забыв про Бэтмена, и не обращает на него внимания. Бэтмену остаётся только руководить Диком, проводя его через ловушки Крепости. С украденным проектором дуэт пробирается в Аркхем, но на входном досмотре Барбара замечает проектор у Дика, и им приходится идти боем. Бэтмен добирается до камеры злодея и отправляет Джокера в Фантомную зону, но Барбара ловит их и сажает за решётку.
Тем временем Джокер собирает злейших злодеев всех миров, заключённых в Фантомной зоне, таких как Кракен, Саурон (из книг и фильмов Властелин Колец и Хоббит), Волан-де-Морт (из книг и фильмов о Гарри Поттере), Три агента (из трилогии Матрица), Гремлины, Далеки (из британского телесериала Доктор Кто и другие), а Харли Квинн крадёт проектор из рук полицейских и выпускает злодеев на свободу. Альфред и Барбара выпускают героев, в то время как те поют любимую рок-песню Бэтмена через стену, и отправляются на битву. После сражения с Сауроном, гремлинами и другими злодеями, захватившими Бэт-пещеру и технику Бэтмена все приземляются на каком-то островке, где Дик на радостях делает семейное селфи. В ходе разговора Бэтмен запирает друзей в Скатлере из-за своего страха потерять их, и отправляет подальше, а сам уходит в особняк, захваченный Джокером, но проигрывает и сам попадает в Фантомную зону. Дик, Барбара и Альфред возвращаются в город и продолжают борьбу.
Бэтмен уговаривает стражницу Фантомной зоны Филлис выпустить его взамен на возвращение злодеев и, осознав свои ошибки, с помощью своих врагов из Аркхема, которых Джокер назвал «мелкими воришками», что их разозлило, объединяет их в единое войско, и сражается против Джокера. Увы, в этот раз он всё же взрывает бомбу, и Готэм начинает разрываться. Все объединяют силы и формируют живую цепь, удерживающую город вместе, но недостаёт только одного: помощи самого Джокера.
Джокер прощает Бэтмена и помогает ему. Вместе с жителями Готэма город спасён, но Бэтмен должен уходить в Фантомную зону. Филлис не пускает его, не видя в нём злодея, и герой остаётся с друзьями. Он отпускает Джокера и злодеев и возвращается домой с Диком, Барбарой и Альфредом смотреть романтические комедии и поглощать лобстеров.
Фильм во время титров завершается песней «Friends Are Family», предложенной Диком.

## Озвучивание
- Уилл Арнетт — Брюс Уэйн / Бэтмен
- Зак Галифианакис — Джокер
- Майкл Сера — Дик Грейсон / Робин
- Розарио Доусон — Барбара Гордон / Бэтгёрл
- Рэйф Файнс — Альфред Пенниуорт
- Мэрайя Кэри — мэр Готэма
- Дженни Слейт — доктор Харлин Квинзель / Харли Квинн
- Сьюзан Беннетт — Бэткомпьютер
- Билли Ди Уильямс — Харви Дент / Двуликий
- Гектор Элизондо — комиссар Джеймс Гордон
- Конан О’Брайен — Эдвард Нигма / Загадочник
- Джейсон Мандзукас — доктор Джонатан Крейн / Пугало
- Даг Бенсон — Бэйн
- Зои Кравиц — Селина Кайл / Женщина-кошка
- Кейт Микуччи — Базиль Карло / Глиноликий
- Рики Линдхоум — доктор Памела Айсли / Ядовитый Плющ, Злая ведьма с Запада
- Дэвид Берроуз — Виктор Фрис / Мистер Фриз, репортёр Фил
- Мэтт Вилла — Уэйлон Джонс / Убийца Крок
- Лора Кайтлингер — доктор Грейс Балин / Касатка, репортёр Пиппа
- Ченнинг Татум — Кларк Кент / Супермен
- Джона Хилл — Хэл Джордан / Зелёный Фонарь
- Адам Дивайн — Барри Аллен / Флэш
- Эдди Иззард — Волан-де-Морт
- Сет Грин — Кинг-Конг
- Джемейн Клемент — Саурон
- Кристофер Кори Смит — агент Смит
- Элли Кемпер — Филлис
- Крис МакКей — пилот Билл
- Тодд Хансен — капитан Дейл
- Крис Хардвик — репортёр
- Ричард Чиз — играет самого себя (архивная запись)

## Производство
10 октября 2014 года было объявлено, что Уилл Арнетт получит роль в спин-оффе «Лего. Фильм», который выйдет в 2017 году.

## Отзывы
На сайте Rotten Tomatoes рейтинг фильма составляет 90 % на основе 254 рецензий со средним баллом 7,5/10. На сайте Metacritic фильм получил 75 из 100 на основе рецензий 48 критиков, что соответствует статусу «в основном положительные отзывы». Журнал «Мир фантастика» назвал мультфильм «Дэдпулом для детей».

## Отменённое продолжение
5 декабря 2018 года Маккей объявил о начале разработки сиквела фильма и его возвращении в качестве режиссёра. Премьера была запланирована на 2022 год.
Однако после того, как Universal Pictures выкупила права на франшизу LEGO, продолжение было отменено, так как права на персонажей издательства DC Comics принадлежат компании Warner Bros..
В 2021 году Маккей рассказал о том, что сценарий писали Майкл Уолдрон и Дэн Хармон. Фильм должен был рассказать о взаимоотношениях Бэтмена с Лигой Справедливости, в частности с Суперменом, а антагонистами стали бы Лекс Лютор и ОМАК. Уолдрон объявил, что рабочим названием ленты было «Лего Супердрузья».